# آگوست اوتکر
آگوست اوتکر (انگلیسی: August Oetker؛ ۶ ژانویه ۱۸۶۲ – ۱۰ ژانویه ۱۹۱۸ (۵۶ ساله)) داروساز و کارآفرین اهل آلمان بود، که در سال ۱۸۹۱ شرکت داکتر اوتکر را تأسیس کرد.